# КК Пирот
КК Пирот је кошаркашки клуб из Пирота, који се тренутно такмичњи у Другој лиги Србије.

## Опште информације
Клуб је основан 1952. године, а утакмице игра у Спортској хали Кеј у Пироту. У сезони 2019/20. Пирот је завршио на трећем месту Друге лиге Србије и промовисан у Кошаркашку лигу Србије за сезону 2020/21.

## Тренери
- Зоран Сотировић (2000—2001)[2]
- Оливер Костић (2001—2002)
- Зоран Сотировић (2002—2004)[2]
- Зоран Сотировић (2008—2009)
- Марко Спасић (2011—2012)[2]
- Зоран Петровић (2012—2014)[3]
- Михајло Митић (2014—2016)
- Марко Спасић (2016—2020)[2]
- Филип Соцек (2020—2021)[4]
- Зоран Миловановић (2021—2023)
- Марко Спасић (2023—danas)

## Награде и трофеји
- Прва регионална лига : победници 2012/13.
- Друга лига Србије, најбољи помоћни играч : Санел Мукановић; 2013/14, 2014/15, 2017/18 и 2018/19.

## Познат играчи
- Светислав Пешић
- Зоран Лазаревић
- Страхиња Драгићевић
- Немања Ненадић